# Wilhelmstraße 1 (Bernburg)

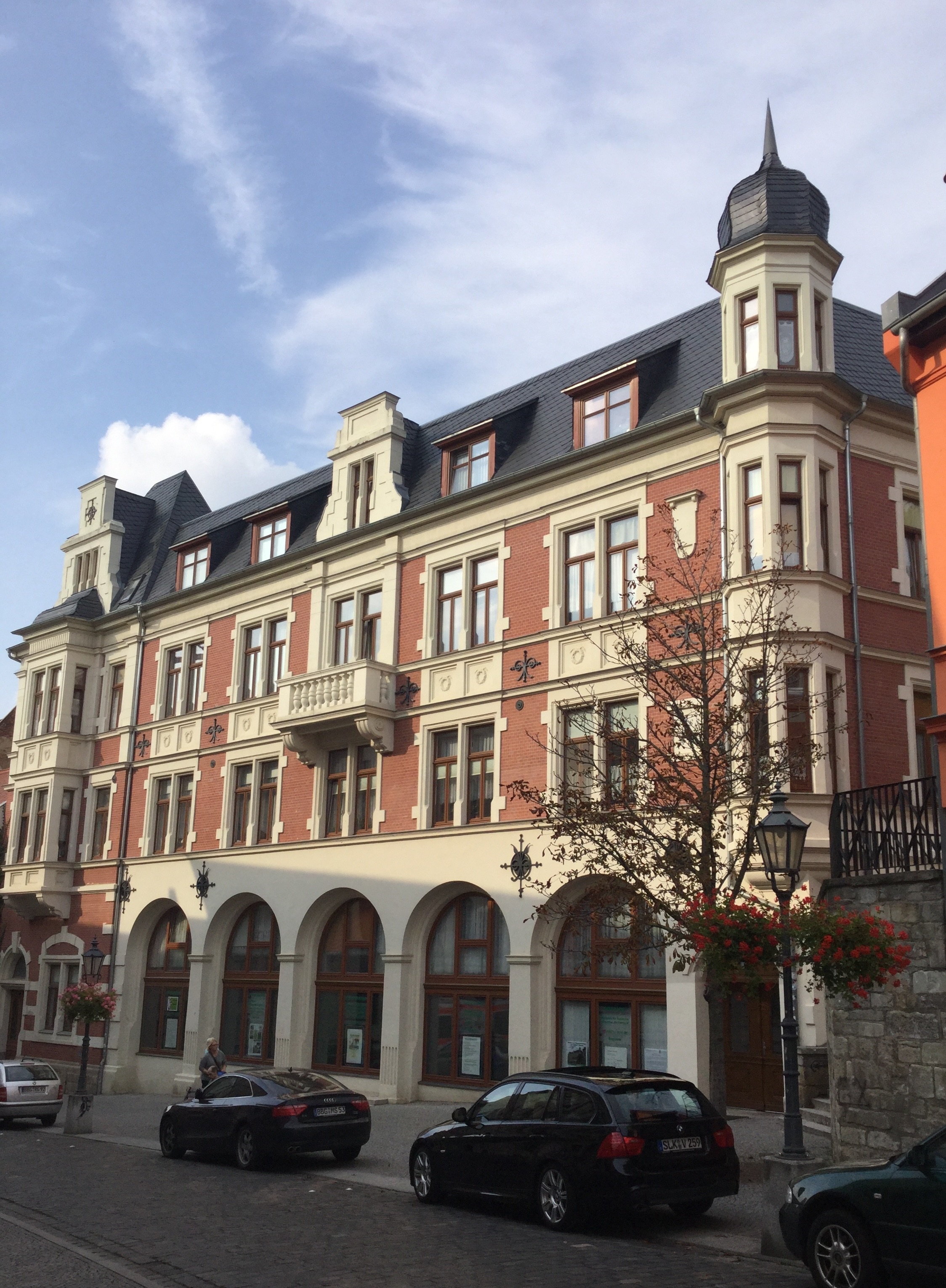
Wilhelmstraße 1

Das Gebäude Wilhelmstraße 1 ist ein unter Denkmalschutz stehendes historistisches Wohn- und Geschäftshaus in Bernburg in Sachsen-Anhalt.

## Lage
Es befindet sich in der Bernburger Bergstadt auf der Nordseite der Wilhelmstraße, nahe dem westlichen, unteren Ende der Straße. Östlich des Hauses verläuft der Treppenaufgang zum Stadtpark Alte Bibel.

## Architektur und Geschichte
Das dreigeschossige Gebäude mit Klinkerfassade entstand im Jahr 1888 im Stil der Neorenaissance für das Konfektionsgeschäft Gottschalk. Vorausgegangen war ein Architektenwettbewerb, bei dem sich der Entwurf der Berliner Architekten Gustav Erdmann und Ernst Spindler durchgesetzt hatte. Die Ausführung erfolgte unter Bauleitung durch Stadtbaumeister König.
Die Fassade ist aufwändig gestaltet und mit Gliederungen in Werkstein versehen. Im Erdgeschoss bestehen große, als Rundbögen ausgeführte Schaufenster. An der Südostecke findet sich ein polygonaler, von einer Haube bekrönter Erker.
Anfang des 21. Jahrhunderts stand das Gebäude leer und galt in seinem Bestand als gefährdet. Es erfolgte dann jedoch eine Sanierung des Baus.

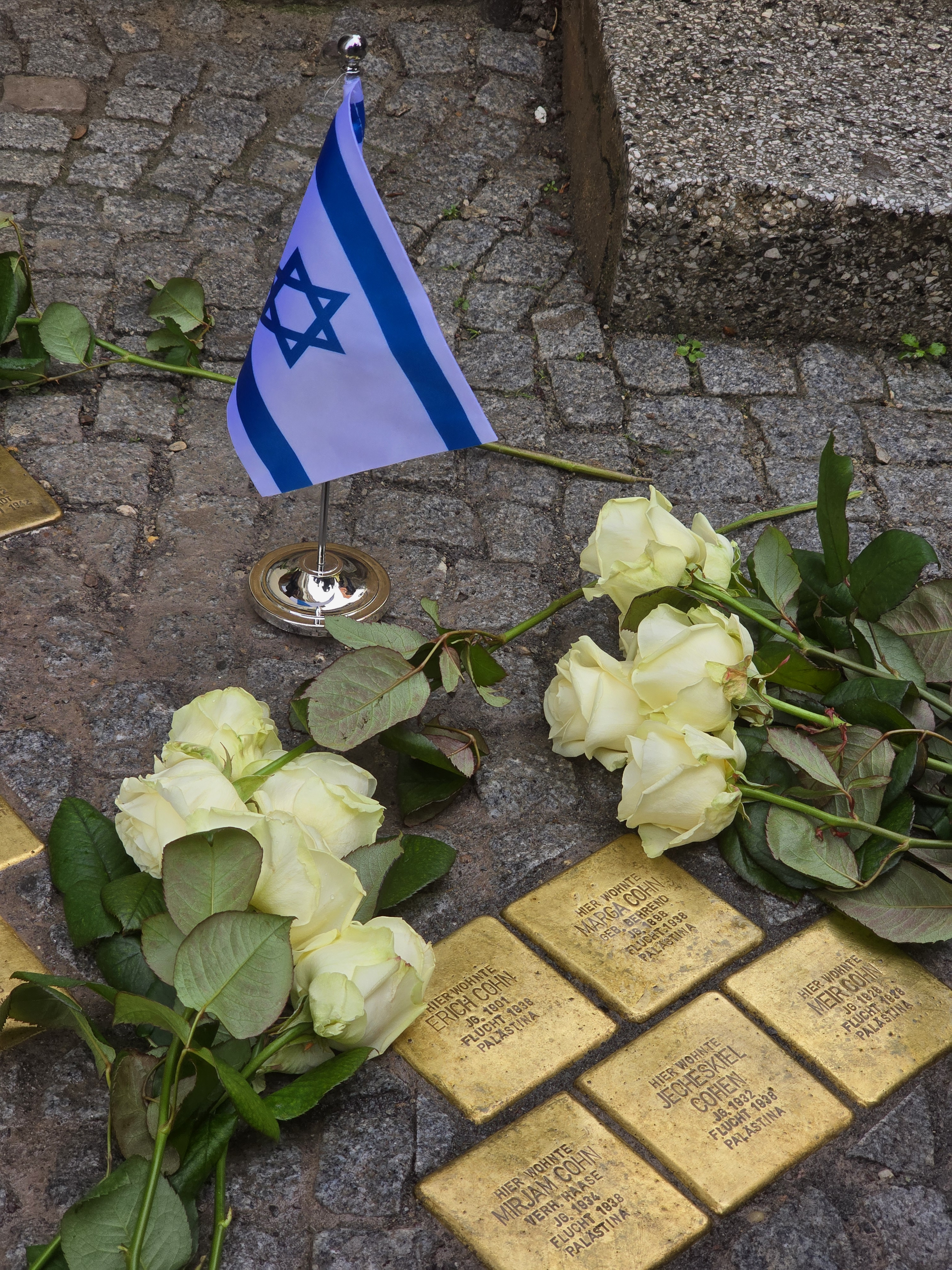
Stolpersteine vor Wilhelmstraße 1, 2024

Auf Initiative des Arbeitskreises „Jüdische Geschichte in Bernburg“ sind vor dem Haus im Bodenpflaster Stolpersteine eingelassen, die Erinnerung an Menschen lebendig halten sollen, die einst hier wohnten.
Im Denkmalverzeichnis des Landes Sachsen-Anhalt ist das Wohnhaus unter der Erfassungsnummer 094 60748 als Baudenkmal verzeichnet.